# Ч
Ч (onderkast ч) is een letter van het cyrillische alfabet die wordt gebruikt in de spelling van onder meer het Russisch, Servisch en Bulgaars. De letter vertegenwoordigt de klank [t͡ɕ] of [t͡ʃ] (stemloze postalveolaire affricaat), en wordt in het Nederlands meestal getranslitereerd als 'tsj'.

## Weergave

### Unicode
De Ч en ч zijn in 1993 toegevoegd aan de Unicode 1.0 karakterset.
In Unicode vindt men Ч onder het codepunt U+0427 (hex) en ч onder U+0447.

### HTML
In HTML kan men voor Ч de code &CHcy; gebruiken, en voor ч &chcy;.